# Mitella pauciflora
Mitella pauciflora är en stenbräckeväxtart som beskrevs av Carl Otto Rosendahl. Mitella pauciflora ingår i släktet Mitella och familjen stenbräckeväxter. Inga underarter finns listade i Catalogue of Life.